# Dariusz Toczek
Dariusz Toczek (ur. 28 stycznia 1972 w Węgorzewie) – polski aktor filmowy, dubbingowy, teatralny i telewizyjny oraz lektor.

## Kariera
Absolwent Państwowej Wyższej Szkoły Teatralnej w Krakowie.
W latach 1998–2001 związany był z Teatrem Bagatela w Krakowie, występował także w spektaklach teatrów: im. Jaracza w Łodzi, Starego w Krakowie, im. Stefana Jaracza w Olsztynie oraz Studio w Warszawie, współpracując m.in. z Rudolfem Zioło, Zbigniewem Brzozą i Piotrem Łazarkiewiczem.
Brał też udział w licznych spektaklach Teatru Telewizji i filmach fabularnych w reżyserii m.in. Magdaleny Łazarkiewicz, Macieja Dejczera, Mariusza Trelińskiego, Jana Englerta, Jana Jakuba Kolskiego i Waldemara Krzystka.
Biegle mówi po rosyjsku i angielsku.

## Nagrody i wyróżnienia
Rolą w studenckim spektaklu Samobójca Erdmanna zdobył Grand Prix Festiwalu Szkół Teatralnych w Łodzi w 1998.

## Filmografia
- 1992: Sójka (etiuda szkolna) – chłopak
- 1995: Eldorado – uczestnik programu
- 1997: O księciu Gotfrydzie, rycerzu gwiazdy wigilijnej (spektakl telewizyjny) – Gotfryd
- 1997: Dziady (spektakl telewizyjny) – duch III
- 1997: Diabeł przewrotny (spektakl telewizyjny) – student
- 1999: Żywot Łazika z Tormesu (spektakl telewizyjny) – Łazik
- 1999: Skok – Rudy, członek bandy
- 1999: Patrzę na ciebie Marysiu – sanitariusz Grześ
- 1999: Na koniec świata – Kamil, syn Jadwigi
- 2000: Zbliżenie (spektakl telewizyjny) – Jacek
- 2000: To my – Borsuk
- 2000: Rozdzióbią nas Kruki, wrony (etiuda szkolna) – turysta
- 2000: Ogień w głowie (spektakl telewizyjny) – Kurt
- 2000: Enduro bojz – pracownik stacji benzynowej
- 2000: Egoiści – wartownik
- 2000: Daleko od okna – Marek, pomocnik Jana
- 2000: Ballada o zabójcach (spektakl telewizyjny) – Fred
- 2000: 13 posterunek – złodziej (odc. 39)
- 2000–2001: Miasteczko – Jacek
- 2001: Złotopolscy – mechanik naprawiający samochód Kowalskiego (odc. 321)
- 2001: Zakochana dziewczyna – kelner
- 2001: Przeprowadzki – plutonowy, w cywilu woźnica w firmie Fijałkowskiego (odc. 6)
- 2001: Pielgrzymi (spektakl telewizyjny) – Młody
- 2001: Pasożyty (spektakl telewizyjny) – Petrik
- 2001: Na dobre i na złe – Sebastian Mazur (odc. 53)
- 2002: Oczywiście, że miłość – Romek
- 2002: Krótki kurs medialny (spektakl telewizyjny) – żołnierz I
- 2002–2003: Kasia i Tomek – Jacek, przyjaciel Kasi i Tomka
- 2003: Samo życie – rowerzysta (odc. 231)
- 2003: Święta polskie – akordeonista Darek Majewski (odc. pt. Biała sukienka)
- 2003: Pornografia (film) – żołnierz niemiecki
- 2003: Plebania – Wiesław, asystent „profesora” (odc. 312)
- 2003: Martwa królewna (spektakl telewizyjny) – Maksym
- 2003: Ciało – funkcjonariusz celny
- 2004: Na Wspólnej – klient taxi (odc. 351)
- 2004: Zwolniony (spektakl telewizyjny) – terapeuta
- 2004: Stacyjka – rycerz Zbig (odc. 10–11)
- 2004: Sceny z Powstania (spektakl telewizyjny) – Boczkiewicz
- 2004: Dziki – Romuś
- 2004: Camera Café – strażnik nocny (odc. 39_2)
- 2004: 3 love (etiuda szkolna) – rozmówca
- 2005: Zakręcone – Jurek (odc. 6)
- 2005: 7 grzechów popcooltury – Tolek
- 2005: Okazja (film) – Marek (odc. 8)
- 2005: Oficer – złodziej samochodu Kruszona (odc. 8)
- 2005: Kryminalni – Jarek (odc. 38)
- 2005: Klinika samotnych serc – robotnik na budowie (odc. 5)
- 2005: Fotoplastikon (spektakl telewizyjny) – fotograf Edek
- 2005: Egzamin z życia – pracownik autokomisu (odc. 2, 7)
- 2005: Dziki 2. Pojedynek – Romuś
- 2005: Daleko od noszy – spiker w radio (odc. 73)
- 2005: Czas surferów – pracownik kręgielni
- 2005−2006: Bulionerzy – ochroniarz „Młody” Marek
- 2007: Wszystko będzie dobrze – ksiądz w szpitalu
- 2007: Wszystko – alfons
- 2007: Willa szczęścia (spektakl telewizyjny) – porucznik Michał Tomala
- 2007: Królowie śródmieścia – Franciszek (odc. 9–13)
- 2007: Katyń – żołnierz przesłuchujący Agnieszkę
- 2007: Ekipa – Bartek Korelli, asystent Kowerskiego (odc. 2, 5, 7, 9–14)
- 2007: Afera mięsna (spektakl telewizyjny) – lektor
- 2008: Boisko bezdomnych – Mundek
- 2008: 0 1 0 – Piotr, brat Anny
- 2009: Piksele – pielęgniarz Chudziak
- 2009: Naznaczony – Lupa (odc. 6)
- 2009: Miasto z morza – Leon Majka
- 2009: Gry operacyjne (spektakl telewizyjny) – Zbyszek
- 2010: Plebania – Czajka (odc. 1529–1531)
- 2010: Ojciec Mateusz – Jan Karpiuk (odc. 44)
- 2010: Maraton tańca – Sylwuś
- 2011: Róża – urzędnik
- 2011: Ojciec Mateusz – Wacek (odc. 93)
- 2011: Głęboka woda – Olo Turski, mąż Marleny (odc. 12)
- 2012: Paradoks (serial telewizyjny) – Mirek Malak (odc. 7)
- 2012: Czas honoru – akordeonista (odc. 59, 61)
- 2012: Big love – głos śledczego
- 2012−2013: Pierwsza miłość – Zbigniew Kmieciński, starszy brat Szymona
- 2013: Piąty Stadion – Marino (10 września 2013) / oficer (odc. 79)
- 2013: Komisarz Alex – Roman Zach (odc. 52)
- 2014: Prawo Agaty – Arkadiusz Szymański, terapeuta AA (odc. 71)
- 2014: Na dystans – dozorca
- 2014: Na dobre i na złe – Łukaksz Wojda (odc. 578)
- 2014: Mur – agent nieruchomości
- 2014: Karski (spektakl telewizyjny) – montażysta Jarek
- 2014: Jak szaleć to szaleć! – paparazzo Bartek Niegoda
- 2015: Dół – szef Justyny
- 2016: Wołyń – policjant Wilusz
- 2016: Ojciec Mateusz – komornik Andrzej Walenta (odc. 193)
- 2016: Dwoje we troje – Jarosław Tokarek, prywatny detektyw (odc. 15)
- 2016: Druga szansa – Tadeusz Piasecki, pracownik administracyjny (odc. 7, sezon 2)
- 2016: Belfer – historyk Cezary (odc. 1–3, 6, 10)
- 2016: Barwy szczęścia – Maniewski (odc. 1477, 1498, 1512–1514)
- 2016: 16.03 – mężczyzna z siekierą
- 2017–2020: W rytmie serca – starszy posterunkowy Sebastian Szarek
- 2017: Lekarze na start – bezdomny alkoholik Wiesław Mastelarz (odc. 31, 33)
- 2017: Komisarz Alex – Marek Bobrowski (odc. 126)
- 2018: Znaki – profesor Zdzisław Tellman (odc. 4–8)
- 2018: Za marzenia – właściciel baru (odc. 7)
- 2018: Ułaskawienie – pseor Pilniusz
- 2018: Ślad – schizofrenik Piotr Olszewik (odc. 1–2)
- 2018: Plan B – głos sprzedawcy w galerii
- 2018: Kler – szukający sprawiedliwości
- 2018: Dywizjon 303. Historia prawdziwa – mechanik Mayer
- 2018: Drogi wolności – Storn (odc. 5, 11–13)
- 2019: Zrodzeni do szabli – prowodyr koła
- 2019: Odwróceni. Ojcowie i córki – Ucho (odc. 5, 8)
- 2019: Misz masz czyli kogel mogel 3 – ksiądz
- 2019: Kurier – warszawiak czytający obwieszczenie
- od 2020: M jak miłość – grabarz Leon
- 2020: Na sygnale – pirotechnik (odc. 276, głos)
- 2023–2024: Korona królów. Jagiellonowie – biskup włocławski Jan Szafraniec
- 2023: 1670 – Kmieć
- 2024: Napad - Drabik
- 2024: Niepewność – Florkowski (odc. 1, 3, 4)
- od 2025: Sprawiedliwi. Trójmiasto – patolog Kosma Janicki

## Polski dubbing
- 2012: Risen 2: Mroczne wody
- 2011: Happy Feet: Tupot małych stóp 2
- 2011: Harry Potter i Insygnia Śmierci: część II jako Blaise Zabini
- 2011: Sezon na misia 3 jako Elliot
- 2011: Panna Minoes – kocia agentka
- 2010: God of War: Duch Sparty jako Umierający
- 2010: Opowiedz nam coś Milu jako król
- 2010: Start the Party!
- 2009: Killzone 2 jako Rico
- 2008: Speed Racer jako Snake
- 2008: Sezon na misia 2 jako Elliot
- 2006: Sezon na misia jako Elliot
- 2006: W11 – Wydział Śledczy
- 2006: Boog and Elliot’s Midnight Bun Run jako Elliot
- 2005-2006: Detektywi
- 2004: Sztuka spadania
- 2004: Nascar 3D jako Ryan Newman / Andy Ward / Curt Bush
- 2002–2005: Dziewczyny, chłopaki jako Ben
- 2002–2005: Mucha Lucha jako Rykoszet
- 2001–2002: Jak dwie krople wody
- 2000: Goofy w college’u jako Bradley
- 1996: Zakochany kundel (nowa wersja)
- 1991: Były sobie Ameryki